# Skelwith Bridge
Skelwith Bridge – wieś w Anglii, w Kumbrii. Leży 53 km na południe od miasta Carlisle i 377 km na północny zachód od Londynu.